# Tartu Kollane
Tartu Kollane es una variedad cultivar de ciruelo (Prunus domestica), de las denominadas ciruelas europeas.
Una variedad de ciruela criada por Aleksander Kurvits en el jardín de su casa en Tartu, procedente del cruce de 'Liivi Kollane Munaploom' x 'Reine Claude d'Oullins' en 1937.
Las frutas de tamaño grande de forma ovoide u ovalado, su epidermis con un color amarillo verdoso, recubierta de pruina muy fina, y pulpa de color amarillenta, agridulce, y sabor mediocre.

## Sinonimia
- "Tartu Amarilla".

## Historia
'Tartu Kollane' variedad de ciruela europea que fue criada por Aleksander Kurvits en el jardín de su casa en Tartu, procedente de la siembra de la variedad 'Liivi Kollane Munaploom' como "Parental Madre" x el polen de 'Reine Claude d'Oullins' como "Parental Padre".
Obtuvo el certificado de autor no. 1322 que fue emitido el 8 de diciembre de 1961 en Moscú. Fue incluida en la reconocida lista estándar de variedades de frutas recomendadas para el cultivo en Estonia, en la lista de variedades 1951...1960. Luego fue retirado, porque la resistencia al invierno no se consideró lo suficientemente buena. Existen pocos datos para su evaluación, pero en base a estos se puede considerar una variedad tierna de invierno, que no se cultiva en casi ningún lugar de Estonia. No disponible (1997) en la colección de variedades de Polli.
Variedad descrita por: Pomología de Estonia, 1970; Kask, 1984; A. y E. Jaama, 1990. Para el nombre de la variedad, se ha utilizado la ortografía de los nombres de las variedades según las normas del idioma estonio.

## Características
'Tartu Kollane' es un árbol de porte erguido, es de mediana altura. En ensayos de variedades nacionales de Estonia en Saaremaa y Rõhu (Tartumaa) se constató como una de las variedades con menor rendimiento. Flor blanca, que tiene un tiempo de floración que comienza a partir del 13 de abril con el 10% de floración, para el 17 de abril tiene una floración completa (80%), y para el 29 de abril tiene un 90% de caída de pétalos.
'Tartu Kollane' tiene una talla de fruto tamaño grande de 30...40 g, a veces 50 g, ovoide u ovalado, su epidermis con un color amarillo verdoso, recubierta de pruina muy fina; sutura con línea poco visible, de color algo más oscuro que el fruto; pedúnculo de longitud mediano, fuerte, con una longitud promedio de 11.05 mm; pulpa de color amarillenta, agridulce, y sabor mediocre.
Hueso de semi a no adherente, mediano, alargado, asimétrico, con el surco dorsal muy ancho, zona ventral poco sobresaliente, superficie rugosa.
Su tiempo de recogida de cosecha se inicia en su maduración en la tercera quincena de agosto y en el norte de Estonia a principios de septiembre.

## Usos
Son buenas como ciruelas frescas de postre en mesa, también apto para hacer puré.